# كام وارد
كام وارد هو لاعب هوكي جليد كندي، ولد في 29 فبراير 1984 في ساسكاتون في كندا.

## وصلات خارجية
- كام وارد على موقع دوري الهوكي الوطني (الإنجليزية)
- كام وارد على موقع قاعة مشاهير الهوكي (لاعب أن.إتش.أل) (الإنجليزية)
- كام وارد على موقع EliteProspects.com (الإنجليزية)
- كام وارد على موقع Eurohockey.com (الإنجليزية)
- كام وارد على موقع HockeyDB.com (الإنجليزية)
- كام وارد على موقع Hockey-Reference.com (الإنجليزية)